# پاچی‌پودول
پاچی‌پودول (به انگلیسی: Pachypodol) یک ترکیب شیمیایی با شناسه پاب‌کم ۵۲۸۱۶۷۷ است. 